# Gilles Berthelot
Gilles Berthelot, mort à Cambrai en 1529, est conseiller, notaire et secrétaire du roi Louis XII puis président de la Chambre des comptes et trésorier de France.

## Biographie

### Carrière
Gilles Berthelot hérite de son père Martin († vers 1498), la charge de notaire et secrétaire du roi. Son père était le beau-frère de Jean Briçonnet et de Jean Ruzé. Sa mère est Françoise Bernard, nièce de l'archevêque Jean Bernard. Conseiller de Louis XII, Gilles Berthelot devient président de la Chambre des comptes et trésorier de France. Enrichi par ses fonctions, il décide, pour asseoir sa noblesse, de bâtir un château dans le Val de Loire. 

### Construction du château d'Azay
Vers 1513, Gilles Berthelot fait abattre la forteresse médiévale d'Azay qu'il a acquise en 1510 à Charles de Boisjourdain. Il fait alors bâtir le château Renaissance d'Azay-le-Rideau, dont le chantier restera inachevé. 

### Chute
En 1523, François Ier fait enquêter sur la comptabilité de ses financiers. Après la révélation de malversations, plusieurs d'entre eux sont condamnés dont Jacques de Beaune Semblançay, qui est pendu en août 1527. Berthelot, craignant le même sort, fuit à Metz. Il est condamné à verser à la Couronne 54 400 livres tournois. Gilles Berthelot meurt à Cambrai en 1529.